# Machine Théâtre
Machine théâtre est une compagnie théâtrale et un centre de recherche artistique basée à Montpellier.

## Historique
Créée en mars 2001, la compagnie réunit neuf comédiens, tous issus de la section professionnelle du conservatoire national d'art dramatique de Montpellier dirigé par Ariel Garcia-Valdès.
Après avoir tourné pendant deux ans dans la région, des spectacles écrits par des metteurs en scènes aux esthétiques toutes très différentes (Chopalovitch ; Les Pousse-Pions), elle trouve une nouvelle indépendance et précise davantage son projet. 
À peine formée en 2001, en guise d'encouragement, la compagnie recevait des mains de Gabriel Monnet, le Molière d'honneur que ce dernier venait lui-même d'obtenir. Par la suite, ses tournées et ses spectacles sur les scènes des Centres Dramatiques Nationaux, lui ont valu le soutien de la DRAC et d'institutions théâtrales en France (JTN, Maison Maria Casarès) ainsi que l'attention sur chacune de leurs nouvelles productions de journaux tels que Libération, Le Canard Enchainé, le blog de Jean-Pierre Thibaudat sur Médiapart ou Rue 89. 

## Pièces
- 2023 : L'Éternel Mari, adapté de Dostoïevski - Mise en scène Nicolas Oton
- 2020 : Le pavillon des cancéreux de Soljénytsine. Résidence de création - Mise en scène Nicolas Oton
- 2021 : Cul et Chemise de Jean-Marie Piemme - Mise en scène Nicola Oton
- 2019 : Retrouvailles, textes choisis de Thomas Bernhard – Mise en scène Brice Carayol
- 2018 : Crime et châtiment de Dostoïevski, mise en scène Nicolas Oton[2]
- 2017 : Les carnets du sous-sol de Dostoïevski, jeu Nicolas Oton - mise en scène Ariel Garcia valdès
- 2016 : La nuit des rois de William Shakespeare, mise en scène Nicolas Oton[3]
- 2015 : Dom Juan Désossé d'après Molière, mise en scène Brice Carayol
- 2014 : La sortie de l'artiste de la faim de Tadeusz Rózewicz, mise en scène Nicolas Oton
- 2013 : Le temps Lyapunov, librement inspiré de Tango de Satan de László Krasznahorkai / m.e.s Céline Massol
- 2012 : Les Candidats de Sarah Fourage, mise en scène Brice Carayol et Nicolas Oton
- 2012 : Sátántangó (chantier) de László Krasznahorkai, mise en lecture Franck Ferrara
- 2011 : Perdu pas loin de Sarah Fourage, mise en scène Brice Carayol, Laurent Dupuy et Nicolas Oton
- 2010 : Platonov d’Anton Tchekhov, mise en scène Nicolas Oton
- 2008 : Diptyque > Désertion / Woyzeck de Pauline Sales et d’après Georg Büchner, m.e.s L. Dupuy et C. Massol
- 2007 : Henry VI de William Shakespeare, mise en scène Nicolas Oton[4]
- 2006 : L'Inattendu de Fabrice Melquiot, mise en scène Christelle Glize
- 2005 : De nos jours, les Saintes Vierges ne versent plus de larmes d'après Porcherie et Affabulazione de Pier Paolo Pasolini, mise en scène Céline Massol
- 2005 : Le Roi nu d'Evgueni Schwartz, mise en scène Nicolas Oton
- 2004 : Gibiers du temps, extraits de Didier de Georges Gabily, mise en scène Céline Massol
- 2004 : La Compagnie des hommes d'Edward Bond, mise en scène Alexandre Morand
- 2003 : Les Enfants du soleil de Maxime Gorki, mise en scène Alexandre Morand[5]
- 2002 : Les Pousse-Pions de Marion Aubert, mise en scène Anne Martin
- 2001 : Chopalovitch d'après Lioubomir Simovitch, mise en espace Christophe Rauck[6]

## Comédiens
- Ludivine Bluche
- Brice Carayol
- Laurent Dupuy
- Christelle Glize
- Franck Ferrara
- Patrick Mollo
- Nicolas Oton

Céline Massol, Lise Boucon, Mathieu Zabé, Alexandre Morand et Duval MC ont fait partie de Machine Théâtre avant de suivre leurs chemins respectifs.